# Christian Vitta
Christian Vitta (Locarno, 25 dicembre 1972) è un politico svizzero del Canton Ticino, presidente del Consiglio di Stato della Repubblica e Cantone Ticino dal 2024.

## Formazione e vita privata
Si è laureato in economia all'Università di Friburgo. Nel 2001 ha conseguito un dottorato. È stato assistente presso la Facoltà di Scienze economiche all'Università della Svizzera italiana e ricercatore presso l’Istituto di ricerche economiche.

## Politica
Nel 1996 viene eletto al consiglio comunale di Sant'Antonino e nel 2000 è stato eletto sindaco di tale comune, carica che ha mantenuto fino ad aprile 2015. Nel 2001 è stato eletto al Gran Consiglio del Canton Ticino, dove è rimasto fino al 2015. Dal 2007 è stato capogruppo del Partito Liberale Radicale e presidente della Commissione della gestione e delle finanze nel 2012.
Nell'aprile 2015 entra nel Consiglio di Stato della Repubblica e Cantone Ticino, il governo ticinese, ricoprendo la carica di direttore del dipartimento delle finanze e dell’economia. Tra il 2019 e il 2020 è stato Presidente di turno del Consiglio di Stato. Dal 24 aprile 2024 è stato rieletto Presidente di turno del consiglio di stato 